# USS Saginaw (LST-1188)
El USS Saginaw (LST-1188) fue buque de desembarco de tanques de la clase Newport que sirvió de 1971 a 1994 y fue transferido a la Royal Australian Navy (RAN) y renombrado HMAS Kanimbla (LPA-51).
Fue construido por el National Steel and Shipbuilding Corporation de San Diego (California), siendo colocada la quilla en 1969. Fue botado el casco en 1970. Y fue asignado en 1971.
En Australia, el buque estuvo activo de los años dos mil a 2011 y fue retirado.